# Hummelören (Brändö, Åland)
Hummelören med korsören i sydöst, är en ö i Åland (Finland). Den ligger i Skärgårdshavet och i kommunen Brändö i landskapet Åland, i den sydvästra delen av landet. Ön ligger omkring 69 kilometer nordöst om Mariehamn och omkring 220 kilometer väster om Helsingfors.
Öns area är 11,3 hektar och dess största längd är 0,6 kilometer i sydöst-nordvästlig riktning.